# Мальчик и девочка (фильм, 2009)
«Мальчик и девочка» — российский телевизионный художественный фильм 2009 года по мотивам одноимённой повести Галины Щербаковой.

## Сюжет
16-летний Максим — современный мальчик-подросток, всё ещё очень зависимый от своей властной матери, учительницы в его же школе. В летние каникулы они выезжают на свою скромную подмосковную дачу вместе с 32-летней учительницей английского языка Диной.
Между Максимом и Диной вспыхивает бурный любовный роман, и мать застаёт их врасплох.
Мать выгоняет Дину с дачи, а сама оказывается прикованной гипертоническим приступом к постели. Максим, как может, ухаживает за своей матерью, однако конфликт между ними продолжает нарастать и достигает высшей точки, когда Дина вновь тайком встречается с Максимом.
Свидетелем всего происходящего становится Ксения, влюблённая в Максима сверстница с соседней дачи. В её семье тоже бушуют страсти, поскольку отец живёт на две семьи.
Имена главных героев, Максима и Ксении, не были названы в повести и придуманы специально для фильма. Действие повести происходит на рубеже веков: упоминается война в Чечне и присутствуют другие политические мотивы, не использованные в экранизации.

## В ролях
- Алёна Яковлева — мать Максима
- Иван Мудров — Максим
- Дарья Повереннова — Дина
- Анна Иванова (Энквин) — Ксения
- Анжелика Вольская — мать Ксении
- Андрей Межулис — Николай Сергеевич
- Владимир Андреев — ветеринар
- Евгений Князев — отец Ксении
- Юрий Васильев — отец Максима
- Алексей Панин — Стас
- Анатолий Калмыков — врач
- Александра Живова — медсестра

## Создатели фильма
- Режиссёр: Леонид Бочков
- Сценарий: Леонид Бочков
- Продюсеры: Наиль Мансуров, Олег Могучев
- Оператор: Дмитрий Кувшинов
- Художник: Анастасия Поряднева
- Композитор: Анатолий Зубков (в фильме также использована музыка Анны Ивановой (Энквин))
- Кастинг: Александра Дёмина
- Костюмы: Рузанна Гукасян